# Flickan och den hemliga hunden
Flickan och den hemliga hunden (1960) är en barnbok av Inger Brattström. Den handlar om 14-åriga Lucie, som bott två år i Indien med sina föräldrar. Nu har hon flyttat hem till Sverige och bor hos sin storasyster Rebecka, som har två små barn. Lucie har inga vänner i skolan och känner sig ensam. När hon träffar den vita hunden Nell i parken blir hon förtjust i henne. Nells husse behöver någon som rastar henne på eftermiddagen och Lucie är jättelycklig att få göra det. Rebecka är hundallergisk, men Lucie bestämmer sig för att klara av det på något sätt.